# 1760
1760 (MDCCLX) fue un año bisiesto comenzado en martes según el calendario gregoriano.

## Acontecimientos
- 20 de marzo: en los Estados Unidos, la ciudad de Boston es consumida por un incendio.
- 5 de mayo: en el estado Guárico (Venezuela) el fraile Anselmo Isidro de Ardales funda la aldea de Tucupido.
- 18 de septiembre: en Puerto Rico se funda la villa de Mayagüez.
- 25 de febrero: en Inglaterra, Jorge III accede al trono.
- 29 de septiembre: llegan al Nuevo Reino de Granada el médico José Celestino Mutis y el nuevo Virrey Pedro Messía de la Zerda.
- 7 de noviembre: en el oriente de Venezuela, el fraile Lucas de Zaragoza funda la aldea de Maturín.
- Los jesuitas son expulsados de Brasil.
- Se produce la extinción del solitario de Rodrigues (Pezophaps solitaria).

## Nacimientos
- 3 de enero: John Storm, soldado canadiense (f. 1835).
- 10 de marzo: Leandro Fernández de Moratín, poeta y dramaturgo español (f. 1828).
- 21 de septiembre: Peter Olof Swartz, botánico sueco (f. 1818).
- Ansina (Joaquín Lenzina), militar y poeta afrouruguayo, ayudante de José Gervasio Artigas (f. 1860).
- Dimitrios Galanos, primer indólogo griego (f. 1833).
- Katsushika Hokusai, pintor y grabador japonés (f. 1849).
- Juan de Dios Rivera Túpac Amaru, grabador, platero, artesano y dibujante peruano, descendiente de la nobleza inca, creador del escudo nacional argentino (f. 1843).

## Fallecimientos
- 27 de febrero: Juan Antonio de Mendoza, militar español, gobernador y capitán general de las provincias de Sonora y Sinaloa (en la actual México).
- 5 de mayo: Laurence Shirley (39), aristócrata («4.º conde de Ferrers») y político británico-inglés (f. 1760), famoso por ser el último «par» en ser ahorcado, tras ser condenado por el asesinato de su mayordomo.[1]
- 27 de octubre: María Amalia de Sajonia, aristócrata española (n. 1724).
- 22 de diciembre: Anna Magdalena Bach, soprano alemana (n. 1701).